# 다르드어군
다르드어군(Dardic languages)은 인도아리아어군의 한 언어군으로, 인도령 카슈미르 계곡, 파키스탄령 길기트-발티스탄, 카이베르 파크툰크와, 아프가니스탄 동부에 걸쳐 화자가 분포하여 인도아리아 언어 연속체 중 가장 북쪽에서 사용된다. 가장 많이 사용되는 것은 카슈미르어로, 인도의 22개 국가 공용어 중 하나로 지정되어 있다.
일부 학자들은 다르드어군이 베다 산스크리트어에서 나타나는 여러 특징을 잘 보존하고 있는 점에 주목하며, 오래 전 베다 문화 초창기에 갈라졌을 것으로 추정한다. 또한 다르드 언어들은 유성유기음이 소실되는 등 여러 독자적인 특징을 보인다. 인근에 위치하면서 마찬가지로 고립성이 높은 누리스탄어군과 함께 묶이기도 한다. 다르드어군 언어를 사용하는 민족을 종종 다르드인이라고 통칭한다.
기원전 1500년경부터 간다라 문명에서 사용되던 간다라어는 본질적으로 다르드어의 특징을 가지고 있었다고 생각된다. 언어학적 증거는 토르왈리어 등 일부 현존하는 다르드어군 언어가 간다라어와 연결될 가능성을 시사한다.

## 역사
고틀리프 빌헬름 라이트너(Gottlieb Wilhelm Leitner)의 다르디스탄이라는 지리적 분류를 기반으로, 언어학자 조지 에이브러햄 그리어슨(George Abraham Grierson)은 인도이란어파 내에서 다르드어군이 독자적인 분파를 이룬다고 제안하였다. 그러나 20세기 초 이 지역에서 광범위한 현장조사를 수행한 게오르그 모르겐스티르네(Georg Morgenstierne)는 그리어슨의 분류를 수정하여 "카피리어"(누리스탄어)만이 인도아리아어군과 이란어군에서 동떨어진 독자적 분파이며 다르드어군은 인도아리아어의 특징을 가지고 있다고 결론지었다.
오늘날 학자들은 대체로 모르겐스티르네의 짐작에 동의하며, 한편 다르드어군이 타당한 유전적 계통으로서 성립하는지도 자주 의문시되고 있다. 많은 학자들은 다르드어군이 언어학적 분류라기보다는 지리적 분류에 불과하다고 지적하였다.

## 하위 언어
- 카슈미르어군
  - 카슈미르어(Kashmiri), 포굴리어(Poguli), 키슈트와리어(Kishtwari)
- 시나어군
  - 시나어(Shina), 브록스카드어(Brokskad), 칼코티어(Kalkoti), 코히스탄 시나어(Kohistani Shina), 쿤달샤히어(Kundal Shahi), 팔룰라어(Palula), 사위어(Savi), 우쇼지어(Ushoji)
- 코히스탄어군
  - 마이야어(Maiya, Indus Kohistani), 바테리어(Bateri), 칠리소어(Chilisso), 가우리어(Gawri, Kalami), 고우로어(Gowro), 토르왈리어(Torwali), 망키얄리어(Mankiyali), 워타푸르-카타르칼라어(Wotapuri-Katarqalai), 티라히어(Tirahi)
- 치트랄어군
  - 칼라샤어(Kalasha), 코와르어(Khowar)
- 파샤이어군
  - 파샤이어(Pashai)
- 쿠나르어군
  - 다멜리어(Dameli), 가와르바티어(Gawar-Bati), 낭갈람어(Nangalami, Grangali), 슈마슈트어(Shumashti)

## 같이 보기
- 인도아리아어군
- 누리스탄어군

## 참고 문헌
- Masica, Colin P. (1993), 《The Indo-Aryan Languages》, Cambridge University Press, ISBN 978-0-521-29944-2